# اختلال کم‌توجهی-بیش‌فعالی در بزرگسالان
اختلال کم‌توجهی-بیش‌فعالی در بزرگسالان یا ADHD بزرگسال همان شرایط نورولوژیک اختلال کم‌توجهی بیش‌فعالی است که در حدود ۳۰ درصد بزرگسالانی که در دوران کودکی دارای علائم و نشانه‌های این اختلال بوده‌اند، رخ می‌دهد.ص. 44ص. 87
برپایه دی‌اس‌ام بخش پنج، ای‌دی‌اچ‌دی به سه زیرگروه اختلال به صورت کم‌توجهی، بیش فعالی/تکانشی و نیز ترکیبی شناخته می‌شود که در سال‌های دیرتر زندگی، بیش فعال/تکانشی بیشتر خود را آشکار می‌کند.

## علائم و نشانه‌ها
اختلال کم توجهی-بیش فعالی در بزرگسالان یک اختلال مزمن است که از کودکی شروع می‌شود در طول حیات وی در بزرگسالی نیز ادامه میابد. تخمین‌ها نشان می‌دهد که بین ۳۳ تا ۶۶ درصد از کسانی که در کودکی به این اختلال مبتلا بوده‌اند در بزرگسالی نیز همچنان با آن دست به گریبان هستند که تأثیر عمده‌ای بر روی تحصیل، کار و روابط اجتماعی فرد دارد. همانند شیزوفرنی تست‌های شخصیتی روان‌شناسی وجود ندارد که بتواند این اختلال را تشخیص بدهد. بلکه فرایند تشخیص بر اساس تاریخچه رفتاری فرد از کودکی و همچنین شواهدی که از اطرافیان شخص بدست می‌آید است. همچنین معایناتی هم باید برای بررسی اینکه این علائم به علت افسردگی، عصبانیت یا سوء مصرف مواد باشند هم صورت می‌گیرد. بیماری‌هایی نظیر پرکاری تیروئید نیز می‌تواند باعث بروز علائم این اختلال شود.
جدول زیر حاوی علائم و نشانه‌های عمومی فرد مبتلا و تحولات آن‌ها در کودکی و بزرگسالی برای دو گونه از این اختلال است.
| ADHD-PI | ADHD-PH |
| --- | --- |
| در کودکان: - فراموشکاری در کارهای روزانه - به راحتی حواس و تمرکز با محرک‌ها خارجی پرت می‌شود - گم کردن وسایل شخصی و هم نظیر مداد، تکالیف و غیره - دائم نیاز به توجه دارد اما نسبت به مورد خطاب گرفتن بی‌توجه است. - عدم توانایی برای تمرکز در وظایف در حال انجام، عدم توانایی در حفظ تمرکز و حواس بر روی امور - اجتناب از کارهایی که احتیاج به تمرکز فکری داند - تعدد اشتباهات حاصل از عدم توجه به جزئیات - مشکل در سازماندهی وظایف و امور - مشکل در درک و دنبال کردن راهنمایی‌های پیچیده                        | در کودکان: - بی‌قراری و پیچ و تاب دادن دست‌ها یا پاها - بی‌قراری در نشستن - عدم توانایی به آرام بازی کردن یا مشغول شدن به فعالیت‌هایی که با فراغت همراه هستند - حرف زدن بیش از حد - دویدن‌ها و بالا و پایین پریدن‌های بیش از حد - همیشه در حال رفتن همانند وسیله‌ای که موتورش همیشه روشن است. - عدم تحمل در برای رسیدن نوبت - پاسخ‌های بی ربط - مداخله در امور دیگران و قطع کردن صحبت دیگران |
| در بزرگسالان این رفتار تغییر میابد به: - اجتناب از کارهایی که احتیاج به تمرکز فکری دارند - فردا فکنی - مشکل در شروع وظایف و کارها - مشکل در سازمان دهی جزئیات مورد نیاز برای انجام وظایف - مشکل در یادآوری جزئیات مورد نیاز برا انجام وظایف - مشکل در پیش بردن چند کار به صورت همزمان - عدم توانایی در مدیریت زمان و عدم توانایی در فهمیدن گذر زمان - عدم توانایی در تصمیم‌گیری و شک - درنگ در اجرا - مشکل در فهم، تکمیل یا ادامه وظایف و کارها - تأخیر در توقف، پریدن حواس و تمرکز از یک وظیفه به وظیفه دیگر | در بزرگسالان: - انتخاب کارهایی که احتیاج به فعالیت زیاد دارند - اجتناب از کارهای کم‌تحرک - سر رفتن حوصله به راحتی - صبور نبودن - زود رنجی - تصمیمات ناگهانی و بی مسئولیتی در رفتار - سریع عصبی شدن - اعتیاد به فعالیت‌هایی که که مداومند موجب تحریک شده و احتیاج به تمرکز زیاد دارند نظیر بازی‌های کامپیوتری و اینترنت                                                                  |

باید در نظر گرفته شود که هر فرد معمولی می‌تواند مثلاً در اثر خستگی علائم این بیماری را نشان دهد ولی برای اطمینان از تشخیص حتماً تاریخچه رفتار فرد باید از کودکی و اختلالاتی که در زندگی شخصی، اجتماعی، تحصیلی و کاری فرد به وجود آمده مورد مطالعه قرار بگیر. اختلالاتی که در کودکی فرد مبتلا وجود داشته‌اند ممکن است تا بزرگسالی ادامه یابد یا همچنان که فرد وارد بزرگسالی می‌شود و زمان می‌گذرد فرد جایگزین‌هایی برای آن‌ها یافته است.
با گذشت زمان و تجمع متوالی مشکلات ناشی از این بیماری پایه‌های یک دید منفی نسبت به خویشتن در فرد محکم می‌شود که این خود بر دور متوالی مشکلات و شکست‌های پی در پی در زندگی می‌افزاید.